# С.Т.Р.А.Х.
С.Т.Р.А.Х је југословенски и српски рок бенд из Београда, основан 1985. године

## Историјат

### 1985—1991.
Инспирисани америчким гаражним роком и британским паб роком, Милутин Крстић (вокал), Жељко Дебељевић (гитара, вокал), Александар Жикић (раније музички новинар, вокал), Саша Ристић (бас гитара) и Ненад Ивковић (бубњеви) формирали су бенд С.Т.Р.А.Х. Име бенду дали су по измишљеној тајног организацији из британског стрипа The Steel Claw. Годину дана након оснивања, Крстић је напустио бенд, а Дебељовић је постао главни вокалиста. Бенд је ретко наступао, али је успео да стекне култни статус захваљујући иноватиним песмама.
Бенд је 1988. године објавио мини-албум Месец, за издавачку кућу Продукција Словенија. ЕП садржи четири песме, Месец (Лунар микс), Месец (Vampire State Dub Mix), Ноћас и Вуду лутка. Текстови песама су писани под утицајем хорора, а уметничко дело албума садржи слике хорора и натпис Metus dominus unus est, што на српском језику значи „Страх је једини господар”. На полеђини омота налази се лого и адреса фан клуба грофа Дракуле из Њујорка. Након објављивања ЕП-а, Ивковића је у бенду заменио Александар Тимофејев. Након почетка југословенских ратова бенд се расфирмирао.

### Након распуштања бенда
Након расформирања бенда, Жикић је наставио каријеру као новинар, писао за музичке часописе и радио на телевизији и радију. Написао је позоришне представе Елвира је кул, Овердоуз и Плес авети. Написао је и музичке књиге Фатални рингишпил: Хроника београдског рокенрол 1959—1979, Место у мећави: Прича о Милану Младеновићу и књигу Ватра из воде. Објавио је и књигу Алманах нове америчке музике, коју је објавио часопис НОН, а касније повучена из продаје. Тимофејев је радио као новинар на Студију Б, касније на Б92 радију, а након тога постао уредник на ТВ Б92, где је дуго времена водио шоу Тимофејев.

### Поновно окупљање
Након 25 година паузе, године 2016, Дебељевић, Жикић и Тимофејев поново су се окупили са новим басистом Фелиском. У јуну 2016. године наступили су први пут у Београду, од 1991. године , када су наступали на затварању фестивала музичког документарног филма Док'н'Ритам. У јуну 2017. године свирали су на отварању Bad Music Boogaloo фестивала након чега је уследио први већи концерт заједно са београдским гаражним рок бендом Петар Пан у септембру 2017. године у клубу Електропионир у Београду.

## Дискографија

### Студијски албуми
- Квог! (2019)

### Мини-албуми
- Месец (1988)